# 公文国際学園中等部・高等部
公文国際学園中等部・高等部（くもんこくさいがくえんちゅうとうぶ・こうとうぶ）は、神奈川県横浜市戸塚区小雀町に所在し、中高一貫教育を提供する私立中学校・高等学校。
高等学校において生徒を募集しない完全中高一貫校。全国私立寮制学校協議会加盟・参加校。公文教育研究会の創立者である公文公が創立した。

## 沿革
- 1993年（平成05年） - 開校
- 1996年（平成08年） - 高等部設立
- 2008年（平成20年） - グリーンゾーン完成
- 2012年（平成24年） -文部科学省よりスーパーグローバルハイスクールに指定される。
- 2019年（平成31年）3月 -スーパーグローバルハイスクール指定解除（期限切れ）

## 教育
自由と自律を尊ぶ校風を特徴としており、制服はなく、いわゆる「校則」というものもないが、代わりに「生徒憲章」が存在する。また、校名の通り国際社会で活躍できる人材の育成が一つの柱となっており、帰国子女生徒の受け入れにも積極的である。寮が併設されており、全国各地から集まる学生が生活している他、新入生寮体験プログラムと称し、中1の4月 - 7月、9月 - 12月、のどちらか4ヶ月間、新入生は原則全員入寮する。2017年より任意参加になり、現在は、通学生のうち、３割程度が入寮している。入試は、160のち110名を国語-算数・国語-数学・国語-英語（A入試）にて募集する。残りの50名は国語、算数、理科、社会の四教科による試験で選抜される。

2009年（平成21年）にはルービックキューブ世界大会優勝者を出した。
2009年（平成21年）度ジャパン・ジュニア（高校生の全国大会）でビーチバレーボール部が全国優勝した。
2016年（平成28年）、第14回日本ジュニア数学オリンピックで銅賞入賞、2017年（平成29年）には第29回アジア太平洋数学オリンピックで日本代表として優秀賞、第27回日本数学オリンピックでも優秀賞を受賞した。
2019年（令和元年）、数学甲子園で数学部が5位入賞。

## 行事
体育祭
5月の終わり頃に行われる。四神である青龍（A組）、朱雀（B組）、白虎（C組）、玄武（D組）の4チームにわかれて対抗戦を行う。各学年が全員参加で行われる「学年種目」のほか、「徒競走」や「選抜リレー」、「令和玉入れ合戦ドンドコ」などが行われる。
表現祭
一般の学校の文化祭にあたる行事であり、当校では表現祭と呼ばれる。例年10月の下旬の休日に2日間行われる。当初はインタレストスタディーズの発表の場で、外部公開は行っていなかったが、次第に現在のような文化祭的な行事になり、一般公開も行われるようになった。
インタレストスタディーズ
当校の教師たちがそれぞれテーマを持った講座を開く。4日間に渡って行われ、成果を表現祭で発表する。
ウオーカソン
中等部でのみ行う長距離歩行大会。徒歩 (walking) とマラソン (marathon) を合わせた造語である。約30kmの道を歩く。2019年1月に、2019年度以降この行事を廃止することが通知された。
ふれあいキャンプ
入学直後にキャンプへ行く（山中湖1周などのイベント有り）。19期生は東日本大震災の影響、28期生は新型コロナウイルスの影響で行っていない。
OBS冒険型体験
中等部2年に、教育団体OBSと共に野外冒険体験をするものである。
日本文化体験
プロジェクトスタディーズ
インタレストスタディーズの発展版。生徒が自らテーマを決め個人で研究し、プレゼンする。9月に中間発表、３月に最終発表を行う
LEE
シンガポール・ニュージーランド・大分の3コースに分かれて行う。

## 部活動
同好会と部活動の違いは人数および実績であるが、同好会よりも部員が少ない部も存在する。
運動部
- サッカー部、テニス部（硬式）、バスケットボール部、バレーボール部(高等部男子はビーチバレー)、ハンドボール部、ラグビー部、バドミントン部、陸上競技部、剣道部、水泳部、ダンス部、弓道部

文化部
- 演劇部、日本伝統文化部（茶道、競技かるた）、MMC（メディア・ミックス・クラブ/文芸・映像・unity・弁論・英語ディベートを内包）、数学部（パズル同好会を内包）、手芸料理部、美術部、生物部、囲碁将棋部、吹奏楽部、フィールドサイエンス部、科学技術研究部、写真同好会

## 施設
敷地内には、校舎、メディアセンター、図書館、グラウンド、ホール、アリーナ、室内プール、武道場、トレーニングルーム、部室棟、テニスコート、ビーチバレーコート、食堂、男子寮、女子寮がある。
校舎は地下4階、地上1階建てのイエローゾーン（ブルーゾーンとして扱われているが、イエローゾーン1階上にもフロアがあるため、実質的には地上2階）。2008年（平成20年）5月に新たな施設として公文毅記念講堂と普通教室を備えた地上1階、地下6階建てのグリーンゾーン、そして地上3階建てのブルーゾーンと3つある。
校舎は、階段状をした地下部分のイエローゾーンを主に中学1年 - 2年が、新設のグリーンゾーンを中学3年 - 高校1年が、地上部分のブルーゾーンを主に高校2年 - 3年が使用する。

## 校歌
作詞：大津あきら、作曲：三枝成彰

## 交通アクセス
JR東海道線・横須賀線・根岸線・湘南モノレール大船駅より神奈川中央交通が運行している以下の路線に乗車。
- 西口バス停4番乗り場より船65・スクールバス（船48）で、｢公文国際学園」下車。
- 西口バス停5番乗り場より船21・船22・船24・船25で、｢小雀」下車[1]。

## 著名な関係者
- 大村周平（ルービックキューブ世界大会優勝者）
- 小原裕貴（元ジャニーズJr.） - 1期生
- 中野裕太（モデル・俳優） - 6期生
- 渡邊洋人（ラグビー選手、元清水建設江東ブルーシャークス所属）

## 公文国際学園中等部・高等部が舞台となった作品
- 『ミントな僕ら』 - 校舎が森ノ宮学園校舎のモデルとなった。
- 『シュート!』（1994年3月12日公開） - 校舎とグラウンドが、実写映画版の掛川高校ロケ地である。